# Grüfflingen
Grüfflingen (Frans: Grufflange) is een dorp in de Duitstalige gemeente Burg-Reuland in de provincie Luik in België. Het dorp telt ongeveer 350 inwoners. Het dorp ligt in het Duitstalige deel van België, 7 kilometer ten noordwesten van Burg-Reuland. De stad Sankt Vith ligt ongeveer 8 kilometer noordelijk. Tot de gemeentelijke herindeling van 1977 behoorde Grüfflingen tot de gemeente Thommen, die toen opging in de nieuwe gemeente Burg-Reuland.

## Bezienswaardigheden

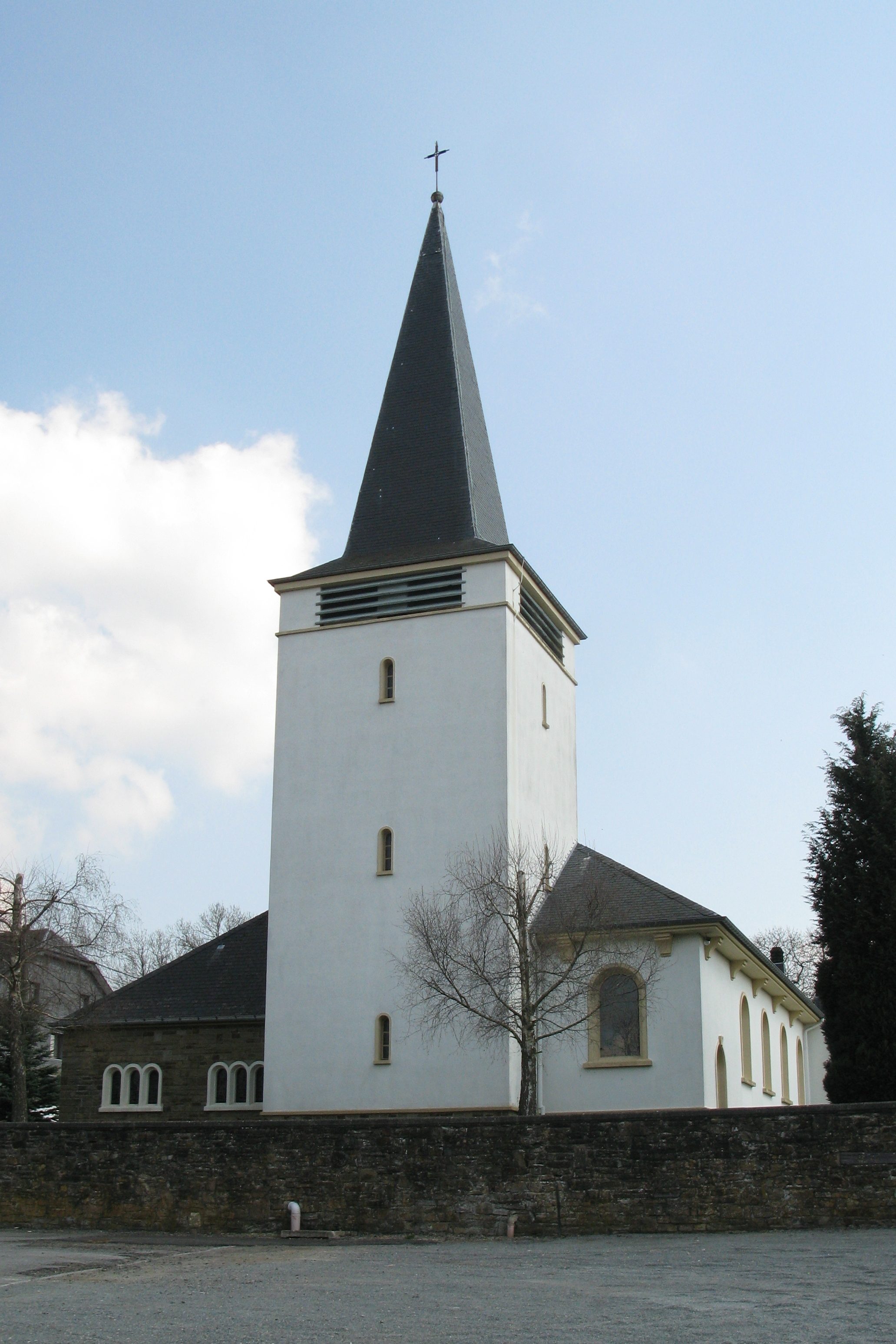
Kerk van Grüfflingen

- Kerk van Grüfflingen

## Natuur en landschap
Westelijk van het dorp ligt de Hochtumsknopf, een heuvel van 510 meter hoogte, waarop resten van een grafheuvel uit de ijzertijd werden aangetroffen.

## Bekende inwoners
- Theo Wiesen (1906-1999), beeldhouwer

## Nabijgelegen kernen
Oudler, Thommen, Maldingen, Braunlauf, Neundorf, Maspelt, Alster
Deelgemeenten: Reuland · Thommen

Overige kernen: Aldringen · Alster · Auel · Bracht · Braunlauf · Diepert · Dürler · Espeler · Grüfflingen · Koller · Lascheid · Lengeler · Maldingen · Malscheid · Maspelt · Oberhausen · Oudler · Ouren · Richtenberg · Steffeshausen · Stoubach · Weidig · Weisten · Weweler

Belgische gemeenten · Duitstalige Gemeenschap · Arrondissement Verviers · Luik · Wallonië